# Tír na nÓg
Tír na nÓg (staroirlandzki Tír na n-Oc [tʲi:ɾʲ n̪ˠa n̪ˠo:g]), czyli Kraina wiecznej młodości – jeden ze światów pozagrobowych w mitologii irlandzkiej, znany najlepiej z mitu o Oisínie i złotowłosej Niamh. Tam właśnie osiedlili się Tuatha Dé Danann, zwani sídhe, gdy opuścili powierzchnię Irlandii. Tír na nÓg odwiedzali najwięksi irlandzcy bohaterowie. Jest podobne do innych mitycznych irlandzkich krain, takich jak Mag Mell i Ablach.
Tír na nÓg miało znajdować się poza krawędziami mapy, na dalekiej, zachodniej wyspie. Można było trafić tam po żmudnej podróży albo zostać zaproszonym przez jednego z mieszkańców. W staroirlandzkich cyklach podań typu echtra i immram, popularnych w czasach średniowiecza, Tír na nÓg często odwiedzali bohaterowie i mnisi. Tír na nÓg to miejsce, gdzie choroba i śmierć nie mają dostępu. Miejsce wiecznej młodości i piękna, gdzie szczęście trwa bez końca i nikt nie pragnie jadła ni napoju. To celtycki ekwiwalent greckiego Elizjum i nordyckiej Walhalli.
Tír na nÓg odgrywa ważną rolę w opowieści o Oisínie i Niamh. By dostać się do Tír na nÓg, potrzebny był przewodnik. W przypadku Oisína była nim Niamh. Podróżowali wspólnie na czarodziejskich rumakach, które potrafiły pędzić po wodzie, do Tír na nÓg. Spędzili tam nieco czasu, w końcu jednak Oisín zapragnął powrócić do domu. Dowiedział się, że w Irlandii minęło 300 lat, podczas gdy dla niego były to trzy. Powrócił do Irlandii na czarodziejskim rumaku Niamh, która ostrzegła go przedtem, by nie ważył się dotknąć stopą ziemi. Oisín nie usłuchał przestrogi i natychmiast zamienił się w starca. Oisín przed śmiercią opowiada swoją historię św. Patrykowi i zostaje przez niego pobłogosławiony.